# Третья девушка
«Третья девушка» (англ. Third Girl) — детективный роман Агаты Кристи, написанный в 1966 году и впервые опубликованный издательством Collins Crime Club в том же году. Роман из серии о бельгийском сыщике Эркюле Пуаро и писательнице Ариадне Оливер. Название романа происходит из частных объявлений по съёму жилья в «Таймс»: «Какая-нибудь девушка снимает меблированную квартиру, а потом подселяет к себе кого-то, чтобы делить квартплату. Вторая девушка — это обычно подруга первой. А потом они с помощью объявлений в газете находят третью девушку, если у них пока нет никого на примете. …Первая девушка занимает лучшую комнату, вторая платит немного меньше, а третья — ещё меньше, но её засовывают в сущую крысиную нору».

## Сюжет
Молодая женщина по имени Норма Рестарик обращается к Эркюлю Пуаро за помощью. Норма считает, что убила человека, однако, она не может вспомнить обстоятельств преступления. Более того, Норма не знает имени предполагаемой жертвы, а также не помнит место, где, по её мнению, убила человека.
Она производит на Пуаро впечатление нервной и неуравновешенной особы. Тем не менее, Пуаро приступает к расследованию. Он методично собирает информацию о девушке, её жизни и окружении. В расследовании Пуаро помогает писательница Ариадна Оливер. Она встречалась с Нормой Рестарик на вечеринке. Пуаро и Оливер обнаруживают, что девушка исчезла. Отец и мачеха девушки тоже не знают о её местонахождении. Через какое-то время Ариадна замечает Норму и её молодого человека в кафе. Она сообщает Пуаро и начинает следить за парой. Неожиданно Ариадна получает удар по голове и теряет сознание. К Пуаро обращается отец Нормы, Эндрю Рестарик, который просит найти её.

## Персонажи романа
Главные:
- Эркюль Пуаро — бельгийский сыщик
- Ариадна Оливер — знаменитая писательница
- Мисс Лемон — секретарь Пуаро

Трое девушек:
- Клаудия Рис-Холланд — соседка Нормы по квартире, первая девушка
- Фрэнсис Кэри — соседка Нормы по квартире, вторая девушка
- Норма Рестарик — молодая женщина, третья девушка

Другие:
- Старший инспектор Нил — источник Пуаро в полиции
- Сержант Конноли — полицейский
- Доктор Джон Стиллингфит — врач
- Мистер Гоби — частный сыщик
- Мэри Рестарик — мачеха Нормы
- Эндрю Рестарик — отец Нормы
- Сэр Родерик — дедушка Нормы
- Соня — секретарь сэра Родерика
- Дэвид Бэйкер — молодой художник
- Мисс Джэкобс — сосед из поместья «Borodene Mansions»

## Связь с другими произведениями Агаты Кристи
Секретарь Сэра Родерика, Соня, занимается шпионажем и передаёт секреты в посольство Герцословакии. Герцословакия — вымышленное европейское государство, политические интриги которого описываются в другом романе Агаты Кристи — «Тайна замка Чимниз».
Старший инспектор Скотленд-Ярда Нил, появляющийся в 17 главе, вёл расследование в романе с участием мисс Марпл «Карман, полный ржи».

## Экранизация
В 2008 году роман лёг в основу одного из эпизодов британского телесериала Пуаро Агаты Кристи с Дэвидом Суше в главной роли. Разворачивающееся действие перемещено из 1960-х годов (как в романе, где Пуаро уже старый), в 1930-е годы (фильм, где его также продолжают называть старым). В целом, весьма вольная трактовка оригинала допускает существенные изменения персонажей и сюжетных линий. Основные (но далеко не все) отличия фильма от романа перечислены ниже.
- Опускаются такие персонажи, как доктор Стиллингфлит и мисс Лемон[1][2].
- Из фильма изчезает персонаж Мэри Рэстарик. Вместо этого Мэри Рэстарик становится матерью Нормы, которая покончила жизнь самоубийством, перерезав себе вены, когда Норма была маленьким ребенком. Фрэнсис Кэри при этом становится самостоятельным персонажем — сводной сестрой Нормы.
- Заменяется персонаж Луизы Шарпантье новым персонажем, Лавинией Сигрэм, которая становится няней Нормы. Она умерла в точности так же, как Мэри Рестарик — покончила жизнь самоубийством, а не выброшена из окна, как Луиза Шарпантье в романе.
- Норму не пытаются накачать наркотиками, как в романе. В фильме ей в комнату подбрасывают нож. Из-за этого Норма считает, что она совершила убийство.
- Персонажа Дэвида Бейкера пощадили в конце фильма: в отличие от романа он не был убит. В адаптации он выступает в качестве любовного интереса Нормы, в то время как в романе любовный интерес Нормы — доктор Стиллингфлит.

## Посвящение
Книга посвящена Норе Блэкбороу.

## История публикаций на русском языке
- Агата Кристи. Третья девушка / Пер. с англ. Н. Н. Уманца. — М.: Имидж, 1991. — 224 с. — ISBN 5-86044-002-2